# Анна Рыбинская
Преподобномученица А́нна Ры́бинская (в миру Мари́я Алексе́евна Благове́щенская; 30 января 1898, село Борисоглеб, Пошехонский уезд, Ярославская губерния — 11 марта 1937, Ярославль) — православная монахиня, святая Русской православной церкви, причислена к лику святых как преподобномученица в 2000 году.

## Биография
Старшая дочь священника Алексея Аполлосовича Благовещенского. В 1916 году окончила Пошехонскую женскую гимназию. Работала учительницей в нескольких школах Белосельской волости. В 1922 году по благословению архимандрита Никона (Чулкова), игумена Павло-Обнорского монастыря, вступила в основанную в 1921 году женскую «сельскохозяйственную коммуну», под видом которой существовала женская христианская община, жившая по монастырским уставам. До 1931 года коммуна успешно работала, показывая хорошие результаты хозяйственной деятельности, служа образцом успешного ведения коллективного хозяйства. Однако весной 1931 года НКВД начал следствие, коммуна была ликвидирована в 1932 году. Монахиня Анна была арестована 29 апреля 1931 года, 23 апреля 1932 года следствие было закончено, и Анну направили в исправительно-трудовой лагерь-совхоз. В 1934 году она была освобождена и служила псаломщицей в церкви села Николо-Колокша Рыбинского района. 22 сентября 1937 года вновь арестована по подозрению в активном участии в «контрреволюционной подпольной группе церковников». 7 марта 1937 года по постановлению тройки Управления НКВД приговорена к расстрелу; 11 марта 1937 года расстреляна в Ярославле.
Реабилитирована 25 мая 1989 года. Прославлена в лике святых в 2000 году. День памяти — 11 марта.